# Aeroporto di Houston-Executive
L'aeroporto di Houston-Executive (ICAO: KTME, FAA LID: TME) è un aeroporto ad uso pubblico situato nella contea di Waller, Texas, Stati Uniti. L'aeroporto si trova a 52 km a ovest del centro di Houston ed è in prossimità di Brookshire. L'aeroporto è di proprietà privata di WCF, LLC, che ha sede nella contea di Waller.

## Storia
L'aeroporto, inaugurato nel gennaio 2007, è stato finanziato da Ron Henriksen, un uomo d'affari e pilota della zona. Henriksen ha dichiarato che il piano commerciale dell'aeroporto si rivolge alle imprese con sede nell'area dell'Energy Corridor di Houston. Andrew Perry, direttore esecutivo dell'aeroporto, ha affermato nel febbraio 2007 che l'aeroporto poteva competere con l'aeroporto regionale di Sugar Land a Sugar Land, in Texas, e che la vicinanza dell'aeroporto all'Interstate 10 e alle imprese dell'Energy Corridor erano i maggiori vantaggi dell'aeroporto. Lance LaCour, presidente del consiglio e amministratore delegato del Katy Area Economic Development Council, ha dichiarato che il gruppo intendeva promuovere e contribuire alle attività dell'aeroporto, poiché riteneva potesse aiutare il consiglio ad attirare nuove industrie nella zona e a mantenere quelle esistenti. A giugno 2007, l'aeroporto contava circa 50 operazioni di volo per settimana lavorativa e fino a 80 operazioni di volo per blocco nel fine settimana. Alan Clark, direttore della pianificazione dei trasporti del gruppo di pianificazione regionale Houston-Galveston Area Council, ha dichiarato che i dati suggerivano che i viaggiatori di piacere utilizzavano l'aeroporto più spesso rispetto ai viaggi aziendali.
Nel giugno 2007, l'aeroporto ha iniziato la costruzione di un centro servizi di 4 500 metri quadrati. Il centro, la cui apertura era prevista per il 2008, dispone di un business center, una sala per gli equipaggi, un hangar di 2 400 metri quadrati, una sala per le informazioni meteo e altre strutture.
Nel 2011, Ron Henriksen ha aperto anche  l'aeroporto di Austin Executive, situato a circa 150 km a nord-ovest dell'aeroporto di Houston-Executive. I terminal di entrambi gli aeroporti condividono intenzionalmente uno stile di design e servizi molto simili.

## Strutture
L'aeroporto di Houston-Executive si estende su un'area di 1 280 acri (520 ha) a un'altitudine di 51 m sul livello del mare. Dispone di una pista asfaltata, QFU 18/36, che misura 6 610 piedi (2 010 m) per 100 piedi (30 m).

## Incidenti
- 19 ottobre 2021: un McDonnell Douglas MD-87 privato, registrato N987AK, è uscito di pista e ha preso fuoco durante il decollo, a 500 metri dall'aeroporto di Houston-Executive. Le persone a bordo, 18 passeggeri e 3 membri dell'equipaggio, sono state evacuate in sicurezza dall'aereo. L'aereo è stato danneggiato in modo irreparabile ed è stato successivamente smantellato.[7]